# Grézillé
Grézillé korábbi község Franciaország Loire mente régiójában, Maine-et-Loire megyében. 2016. január 1-jén négy másik korábbi községgel egyesült és Gennes-Val-de-Loire új község része lett.
Lakosainak száma 629 fő (2018. január 1.). Grézillé Chemellier, Gennes-Val-de-Loire, Louerre, Saint-Georges-des-Sept-Voies és Saulgé-l’Hôpital községekkel határos.

## Népesség
A település népességének változása:
| Lakosok száma | 520  | 453  | 408  | 375  | 396  | 500  | 577  | 621  | 646  | 629  |
|               | 1962 | 1968 | 1982 | 1990 | 1999 | 2008 | 2011 | 2013 | 2017 | 2018 |